# Artukidzi

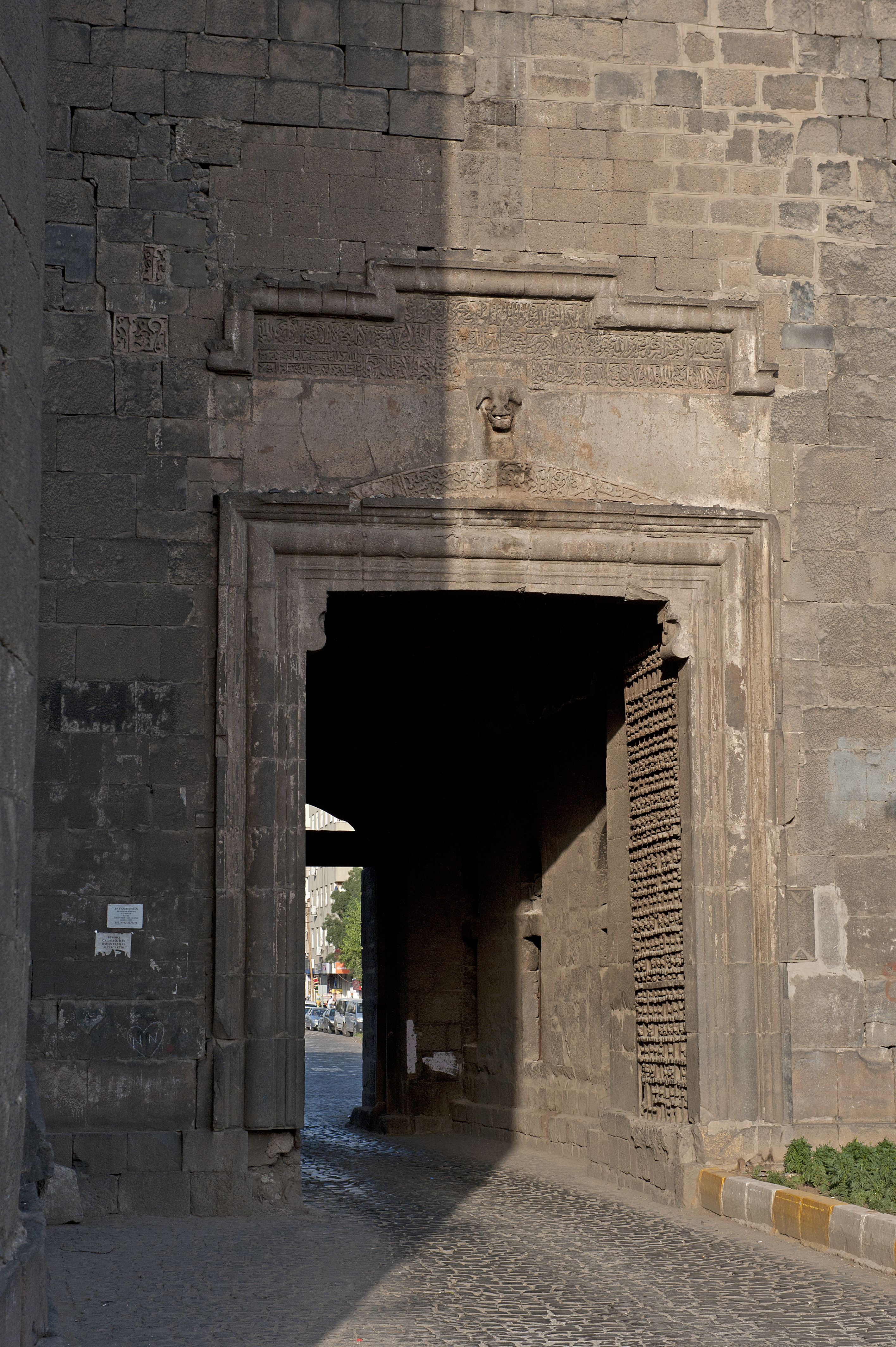
Brama Urfa w Cytadeli w Diyarbakırze, pochodząca z czasów Nur ad-Din Muhammada (1174-1185)

Artukidzi, tur. Artuklu – dynastia pochodzenia turkmeńskiego panująca w Diyarbakirze od początku XII wieku do roku 1409.
Założycielem dynastii był Artuk Ibn Ekseb (zm. 1091), wódz w służbie Seldżukidów wywodzący się z należącego do Oguzów plemienia Döger. Od roku 1086 był namiestnikiem Palestyny z ramienia Tutusza (1079-1095). Namiestnictwo przejęli po nim jego synowie, Sukman (zm. 1105) i Ilghazi (zm. 1122), jednak w roku 1098 Palestynę zajęli Fatymidzi, a następnie krzyżowcy, i Artukidzi musieli szukać szczęścia gdzie indziej. W roku 1097 bratanek Sukmana, Jakuti Ibn Alpjaruk, zajął Mardin. W roku 1102 Sukman zajął Hisn Kajfę, a dwa lata później odziedziczył Mardin. Był to początek państwa Artukidów w Diyarbakirze, umocnionego zwycięstwem Sukmana nad krzyżowcami w bitwie pod Harranem. Wkrótce po tej bitwie Sukman zmarł, i inicjatywę przejął jego brat Ilghazi, który w roku 1108 zajął miejsce jednego z synów Sukmana w Mardinie. Niemniej inny jego syn, Daud (1109-1144) nadal rządził w Hisn Kajfie, gdzie linia założona przez Sukmana utrzymała się aż do roku 1232. W roku 1118 Ilghazi zajął Majjafarikin (dzis. Silvan) i Aleppo, zaś w roku następnym pokonał Rogera z Salerno w bitwie na Krwawym Polu, co odbiło się głośnym echem na całym Bliskim Wschodzie. Po tym zwycięstwie w roku 1121 sułtan seldżucki Mahmud (1118-1131) postawił Ilghaziego na czele wyprawy przeciwko Gruzji, ale Dawid IV Budowniczy (1089-1125) zadał mu druzgocącą klęskę pod Didgori. Po śmierci Ilghaziego w roku 1122 jego władający Charputem (dzis. Elazığ) bratanek Balak (1115-1124) pokonał i pojmał Hrabiego Edessy Joscelina z Courtenay (1118-1131). W roku następnym odbił on Aleppo z rąk syna Ilghaziego, Sulajmana (1122-1124), i wziął do niewoli śpieszącego na ratunek Joscelinowi króla Jerozolimy Baldwina II (1118-1131). Balak zginął jednak od przypadkowej strzały podczas oblężenia Manbidżu w roku 1124.
Po jego śmierci Artukidzi utracili Aleppo, zaś syn Ilghaziego Timurtasz (1122-1153) skoncentrował się na umacnianiu swojej władzy w Mardinie i Majjafarakinie. Od tej pory Artukidzi dzielili się na dwie linie wywodzące się od Sukmana i Ilghaziego, rządzące odpowiednio w Hisn Kajfie i Amidzie (dzis. Diyarbakır), oraz Mardinie i Majjafarikinie. Jedynie w latach 1185-1234 wyodrębnił się trzeci ośrodek ich władzy w Charpucie. Wszelkie możliwości ekspansji Artukidów przestały istnieć kiedy w roku 1128 Aleppo zajął Zanki (1127-1146), który sprowadził Timurtasza do roli swojego wasala. Następnie Artukidzi byli wasalami Nur ad-Dina (1146-1174) i Saladyna (1171-1193), który w roku 1185 zajął Majjafarikin. Wypierani stopniowo ze swoich posiadłości przez Ajjubidów dla celów wojny z sułtanem Al-Kamilem (1218-1238) uznali się za wasali Sułtanatu Rumu, co nie zapobiegło upadkowi ich rządów w Hisn Kajfie i Amidzie w roku 1232 i w Charpucie w roku 1234. Od roku 1260 jedyni pozostali Artukidzi z Mardinu byli wasalami Ilchanidów. Po ich upadku w roku 1335 odzyskali niezawisłość i ze zmiennym szczęściem brali udział w walkach jakie toczyły się w regionie pomiędzy innymi uniezależnionymi lokalnym siłami, takimi jak Ajjubidzi z Hisn Kajfy oraz turkmeńskie konfederacje Kara Kojunlu i Ak Kojunlu. Posiadłości Artukidów zostały spustoszone przez Timura (1370-1405), po jego śmierci zaś zostały one wystawione na rosnącą presję jego niedawnych sojuszników, Ak Kojunlu. Po tym jak w roku 1407 w bezskutecznej obronie Amidy zginął Isa (1376-1407) w roku 1409 jego następca Ahmad (1407-1409) zdecydował się przekazać Mardin w ręce wodza Kara Kojunlu Kara Jusufa (1389-1420), kończąc tym samym rządy dynastii Artukidów.